# .fun
Домен верхнего уровня .fun был введен ICANN в 2016 году и стал доступен для широкой регистрации с 5 апреля 2017 года. Он предназначен для использования в развлекательных проектах и стал популярным среди различных организаций и индивидуальных предпринимателей, стремящихся подчеркнуть позитивный характер своих услуг. Название созвучно английскому слову fun.

### Значимость
Домен .fun стал значимым в контексте растущего интереса к развлекательному контенту в интернете.
Он используется для:
- Развлекательных сайтов
- Блогов о юморе и играх
- Платформ для онлайн-мероприятий

Использование домена позволяет легко идентифицировать проект и привлечь целевую аудиторию.

## Управление
Первоначально домен управлялся компанией Oriental Trading Company Inc. Однако после запрета ICANN на закрытое использование общеупотребимых слов управление было передано компании Radix, которая в настоящее время отвечает за регистрацию домена. Более 100 компаний-регистраторов по всему миру предлагают регистрацию домена .fun.